# Пам'ятник Тарасові Шевченку (Борщів, 1961)
Пам'ятник Тарасові Шевченку в Борщеві — погруддя українського поета Тараса Григоровича Шевченка в місті Борщеві на Тернопільщині.
Пам'ятка монументального мистецтва місцевого значення, охоронний номер 102.
Встановлений у 1961 році. Скульптор — В. Оверчук. Розташований на території тютюнової фабрики на вулиці С. Бандери, 95. Виготовлений з бетону. Висота погруддя — 1 м, постамента — 2,4 м.